# Stictocardia jucunda
Stictocardia jucunda är en vindeväxtart som först beskrevs av Thw., och fick sitt nu gällande namn av Gunn. Stictocardia jucunda ingår i släktet Stictocardia och familjen vindeväxter. Inga underarter finns listade i Catalogue of Life.